# قسم الولاء

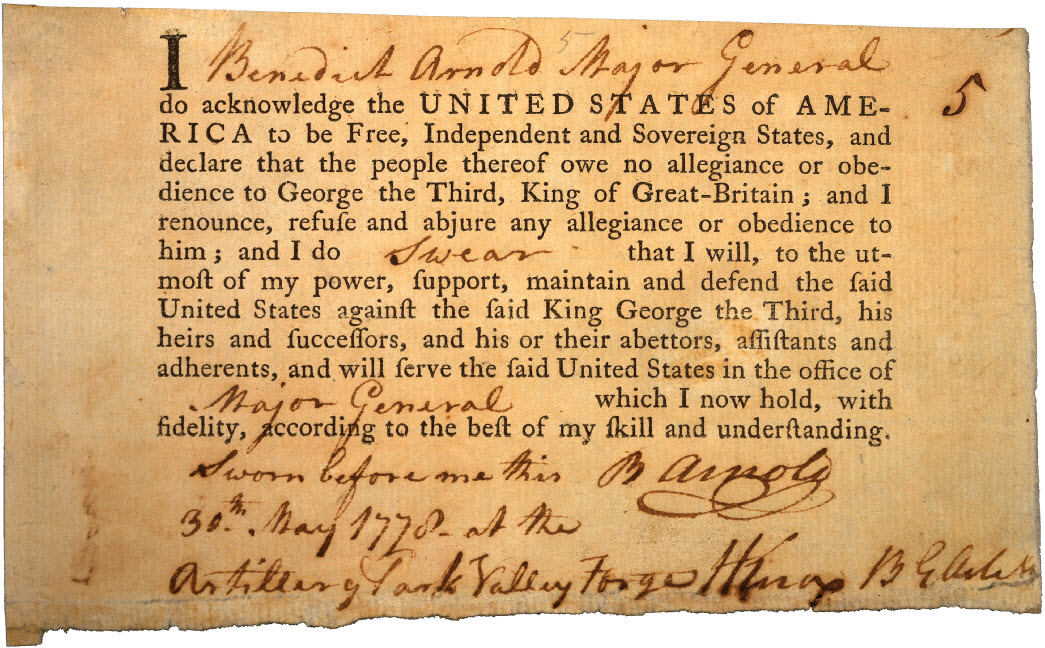
بينيديكت أرنولد في 30 مايو 1778

قسم الولاء هو قسم يقر بموجبه أحد الرعايا أو المواطنين بواجب الولاء ويقسم على ولائه للحاكم أو الدولة. في الجمهوريات، تحدد صيغ القسم الحديثة الولاء لـدستور البلاد. على سبيل المثال، يقسم الموظفون الحكوميون في الولايات المتحدة، حيث نظام الحكم الجمهوري، قسمًا يتضمن الولاء لدستور الولايات المتحدة. ومع ذلك، في كندا، حيث الحكم الملكي الدستوري، يُحلف القسم للعائلة الملكية البريطانية.
في العصور الإقطاعية كان الناس يقسمون بالولاء لساداتهم من الإقطاعيين. وحتى يومنا هذا، يقسم أحرار مدينة لندن قسمًا يتضمن الطاعة لـلورد عمدة مدينة لندن.
ويعتبر قسم الولاء من الضروريات التي يجب أداؤها على المواطنين الجدد من المتجنسين حديثًا (انظر قسم المواطنة)، وأفراد القوات المسلحة، والعاملين بالحكومة (خاصة أفراد البرلمان والسلك القضائي). كما يجب على رجال الدين في كنيسة إنجلترا أن يحلفوا قسم السيادة حيث يقرون بسلطة ملك بريطانيا.
في العديد من دول الكومنولث البريطانية، يكون القسم فقط للملكة، وليس للدستور أو الدولة. وقد أثيرت العديد من الحركات في بعضٍ من هذه الممالك لجعل المواطنين الجدد يحلفون قسم المواطنة للدولة ذاتها وليس الملكة. ومع ذلك، لم يتم تغيير صيغ القسم التي يحلفها القضاة، وأعضاء البرلمان، وغيرهم. ولم تنجح كافة هذه الحركات نظرًا لأن الملكة ما هي إلا رمز مجسد للدولة الكندية أو البريطانية أو الأسترالية (أو أي من دول الكومنولث الأخرى). فالولاء الذي يُقسم به للملكة هو نفسه الذي يُقسم به للدولة، أو دستورها، أو علمها. أما قسم الولاء في نيوزيلندا فما يزال يشير إلى القسم لملكة نيوزيلندا. أصدرت المحكمة الأوروبية لحقوق الإنسان في عام 1999 حكمًا يقر بأن يتم التعامل مع قسم الولاء للملك "كتأكيدٍ على الولاء للمبادئ الدستورية التي تدعم...أعمال الديمقراطية الممثلة في الدولة المعنية.